# Salamatof
Salamatof (Dena’ina: Ken Dech’etl’t) ist ein Ort und ein census-designated place (CDP) im Kenai Peninsula Borough in Alaska. Das U.S. Census Bureau ermittelte bei der Volkszählung 2020 eine Einwohnerzahl von 1078.

## Geographie
Salamatof liegt an der nördlichen Westküste der Kenai-Halbinsel. Salamatof befindet sich etwa 6 km nordnordwestlich von Kenai. Im Norden grenzt das Salamatof CDP an das Nikiski CDP. Das Salamatof CDP besitzt einen 6,3 km langen Küstenstreifen am Cook Inlet und reicht etwa 3 km ins Landesinnere. Im zentralen Norden liegt der knapp 42 ha große „Lower Salamatof Lake“. Im Nordosten reicht das CDP bis zum 87 ha großen „Salamatof Lake“. Der Kenai Spur Highway verläuft entlang der Küste durch das CDP. Im benachbarten Kenai befindet sich der Flughafen Kenai (Kenai Municipal Airport). Weiterhin gibt es in Salamatof zwei private Kleinflugplätze, „Johnson Airport“ und „Henley Airport“.

## Geschichte
Im Jahr 1911 berichtete der U.S. Geological Survey (USGS) von einem Tanaina-Indianerdorf. Im äußersten Süden des CDP befand sich von 1951 bis 1965 ein Armee-Stützpunkt, im Anschluss von 1965 bis 1972 die Wildwood Air Force Station. Heute befindet sich an der Stelle ein Gefängnis, der „Wildwood Correctional Complex“.

## Demografie
Zum Zeitpunkt der Volkszählung im Jahre 2020 (U.S. Census 2020) hatte Salamatof 1078 Einwohner auf einer Landfläche von 20,8 km². Von den Einwohnern waren 761 Weiße, 27 afrikanisch-amerikanischer Abstammung, 189 Indigene sowie 5 Asiaten. Beim Zensus im Jahr 2000 wurden 954 Einwohner gezählt, im Jahr 2010 waren es 980. Die Bevölkerungsentwicklung der letzten Jahre war leicht ansteigend.